# Milan-San Remo 2015
Vous lisez un « bon article » labellisé en 2015.
La 106e édition de Milan-San Remo a eu lieu le 22 mars 2015. C'est la quatrième épreuve de l'UCI World Tour 2015 et en est la première course d'un jour. Cette course est également le premier des cinq monuments cyclistes de la saison.
L'édition 2015 de la Primavera se dispute sur un parcours partant de Milan. D'une distance de 293 km, la course se termine sur la Via Roma de San Remo. Cette arrivée n'avait pas été utilisée depuis l'édition 2007 et constitue le principal changement de parcours par rapport à l'édition précédente. La suppression de l'ascension du Manie en 2014, supposée rendre le parcours plus favorable aux sprinteurs, est confirmée par l'organisation. Cinq difficultés sont néanmoins présentes durant les 55 derniers kilomètres de la course.
Malgré plusieurs attaques dans les derniers kilomètres de course, l'épreuve italienne se termine par un sprint. Celui-ci est remporté par l'Allemand John Degenkolb (Giant-Alpecin) devant respectivement le Norvégien Alexander Kristoff (Katusha), tenant du titre, et l'Australien Michael Matthews (Orica-GreenEDGE).

## Présentation
Cette édition de Milan-San Remo a lieu le dimanche à la place du samedi comme depuis 2013. C'est la première classique de l'année mais également le premier des cinq monuments, les plus importantes des courses d'un jour du calendrier mondial. Elle se déroule comme traditionnellement le week-end suivant la fin de Tirreno-Adriatico.

### Tracé

#### Histoire du parcours
Le parcours de Milan-San Remo a évolué au fil des éditions, avec des montées ajoutées à divers points du parcours de façon à le rendre plus difficile et contrecarrer la domination des sprinteurs. La première ascension introduite a été le Poggio en 1962, suivi par la Cipressa en 1982. La difficulté du tracé s'est accentuée en 2008 avec l'introduction de l'ascension du Manie, une difficulté placée à 90 km de l'arrivée et visant à servir d'écrémage avant la suite de l'épreuve. De même l'arrivée de la course a été modifiée en 2008 passant de la Via Roma à la Lungomare Italo Calvino, un kilomètre plus loin. D'autres changements ont été prévus pour l'édition 2014. La montée du Manie a été retirée du parcours cette année-là. Une nouvelle montée, la Pompeiana, était alors prévue entre la Cipressa et le Poggio, mais a été écartée après des glissements de terrain ayant rendu la route dangereuse.
L'édition 2015 de la course est similaire à celle de l'année précédente et ne comporte donc pas les ascensions du Manie et de la Pompeiana. Le tracé, dévoilé le 26 novembre 2014 ressemble à celui utilisé jusqu'à 2007, avec le retour de l'arrivée traditionnelle sur la Via Roma, le principal changement de la course par rapport à l'édition précédente,. Le directeur de course, Mauro Vegni, annonce après l'arrivée de l'édition 2015 que ce tracé sera utilisé à nouveau dans les éditions suivantes, sans ascension supplémentaire. L'objectif est que la course puisse être accessible à la fois aux sprinteurs et aux attaquants.

#### Détail du tracé
Milan-San Remo est la plus longue course d'un jour du calendrier cycliste professionnel. L'édition 2015 de la Primavera est de 293 km. L'épreuve commence à Milan , sur la Via della Chiesa Rossa. De Milan, la première partie du parcours est relativement plate et sillonne les provinces de Milan, Pavie et Alexandrie. Les coureurs atteignent ensuite la province de Gênes et sont confrontés à une première ascension, le Passo del Turchino, une montée longue et douce sans difficulté significative. La descente, cependant, est sinueuse, favorisant les coureurs placés à l'avant du peloton. Les 80 km qui suivent sont à nouveau courus sur terrain plat. Cette partie du parcours, qui traverse la province de Savone, amène les coureurs à longer la côte méditerranéenne,,.
Après environ 240 km de course, le parcours passe dans la province d'Imperia. Les coureurs font alors face à une série d'ascensions connues sous le nom de Capi : le Capo Mele après 241,7 km, le Capo Cervo après 246,4 km et le Capo Berta après 254,3 km. Restant alors moins de 40 km de course, le parcours comporte une courte section plate avant que les coureurs n'entament la montée de la Cipressa, lieu traditionnel de la course où les équipes tentent de positionner leur chef de file aux avant-postes du peloton. La Cipressa est une montée de 5,6 km de long avec une pente moyenne de 4,1%. Son sommet est à 21,5 km de la ligne d'arrivée.
Après la descente de la Cipressa, s'ensuit une section de 9 kilomètres de plat avec fréquemment du vent de face. Les coureurs abordent ensuite la montée finale de la course, le Poggio. Sa longueur est de 3,7 km de long, avec une pente moyenne de 3,7% et un maximum de 8%. Le sommet du Poggio se situe à 5,5 km de l'arrivée. La descente du Poggio est qualifiée de technique pour les coureurs. Au bas de la descente, il reste 2,3 km, sur de grands axes urbains et une dernière ligne droite de 750 m de long se terminant par la Via Roma de San Remo. Le changement d'arrivée amène la course à être réduite d'un kilomètre par rapport au sommet du Poggio, ce qui peut être favorable à des coureurs ayant porté une offensive dans cette difficulté.

### Équipes
L'organisateur RCS Sport a communiqué la liste des équipes invitées pour l'ensemble des courses organisées par cette société au niveau UCI World Tour en 2015, à savoir Milan-San Remo mais aussi Tirreno-Adriatico, le Tour de Lombardie et le Tour d'Italie, le 19 janvier 2015,. Vingt-cinq équipes, composées chacune de huit coureurs, participent à ce Milan-San Remo, les dix-sept WorldTeams et huit équipes continentales professionnelles :
| UCI WorldTeams      | UCI WorldTeams | UCI WorldTeams |
| Nom de l'équipe     | Pays           | Code           |
| ------------------- | -------------- | -------------- |
| AG2R La Mondiale    | France         | ALM            |
| Astana              | Kazakhstan     | AST            |
| BMC Racing          | États-Unis     | BMC            |
| Cannondale-Garmin   | États-Unis     | TCG            |
| Etixx-Quick Step    | Belgique       | EQS            |
| FDJ                 | France         | FDJ            |
| Giant-Alpecin       | Allemagne      | TGA            |
| IAM                 | Suisse         | IAM            |
| Katusha             | Russie         | KAT            |
| Lampre-Merida       | Italie         | LAM            |
| Lotto NL-Jumbo      | Pays-Bas       | TLJ            |
| Lotto-Soudal        | Belgique       | LTS            |
| Movistar            | Espagne        | MOV            |
| Orica-GreenEDGE     | Australie      | OGE            |
| Sky                 | Royaume-Uni    | SKY            |
| Tinkoff-Saxo        | Russie         | TCS            |
| Trek Factory Racing | États-Unis     | TFR            |

| Équipes continentales professionnelles | Équipes continentales professionnelles | Équipes continentales professionnelles |
| Nom de l'équipe                        | Pays                                   | Code                                   |
| -------------------------------------- | -------------------------------------- | -------------------------------------- |
| Androni Giocattoli                     | Italie                                 | AND                                    |
| Bardiani CSF                           | Italie                                 | BAR                                    |
| Bora-Argon 18                          | Allemagne                              | BOA                                    |
| CCC Sprandi Polkowice                  | Pologne                                | CCC                                    |
| Cofidis                                | France                                 | COF                                    |
| Colombia                               | Colombie                               | COL                                    |
| MTN-Qhubeka                            | Afrique du Sud                         | MTN                                    |
| Novo Nordisk                           | États-Unis                             | TNN                                    |

### Règlement de la course

#### Comité d'organisation
Milan-San Remo est une course organisée par RCS Sport dirigée par Riccardo Taranto. Au niveau technico-sportif, la direction de l'évènement est assurée par Mauro Vegni, la direction de course par Stefano Allocchio et Raffaele Babini. L'organisation de la course comporte également des directions consacrées aux médias, au marketing et communication, commerciale, logistique ainsi que d'administration et de contrôle.

#### Délais d'arrivée
Lors d'une course cycliste, les coureurs sont tenus d'arriver dans un laps de temps imparti à la suite du premier pour pouvoir être classés. Ces délais sont variables selon la difficulté d'une course. Lors de cette édition de Milan-San Remo, les délais prévus sont de 8 % du temps du vainqueur, conformément au règlement de l'Union cycliste internationale (UCI).

#### Primes
Les vingt prix sont attribués suivant le barème de l'UCI,.
Sur ce Milan-San Remo, le total des prix distribués est de 50 000 €. Cette somme se décompose ainsi : le 1er remporte 20 000 €, le deuxième 10 000 €, le troisième 5 000 €, le quatrième 2 500 €, le cinquième 2 000 €, le sixième et le septième 1 500 €, le huitième et le neuvième 1 000 €, et 500 € du dixième au vingtième.
| Position | 1er      | 2e       | 3e      | 4e      | 5e      | 6e      | 7e      | 8e      | 9e      | 10e à 20e |
| Prix     | 20 000 € | 10 000 € | 5 000 € | 2 500 € | 2 000 € | 1 500 € | 1 500 € | 1 000 € | 1 000 € | 500 €     |

#### Protection de l'environnement
Deux zones de ravitaillement existent dans la course pour les coureurs, situées à 136 km et 225 km de course. Avant et après ces zones, l'organisation met en place des « zones vertes » pour collecter des déchets liés à la course. Du personnel de l'organisation est également affecté à la récupération des déchets issus de l'épreuve italienne. Des conteneurs de tri sélectif sont également installés dans les zones d'accueil de la course.

### Favoris

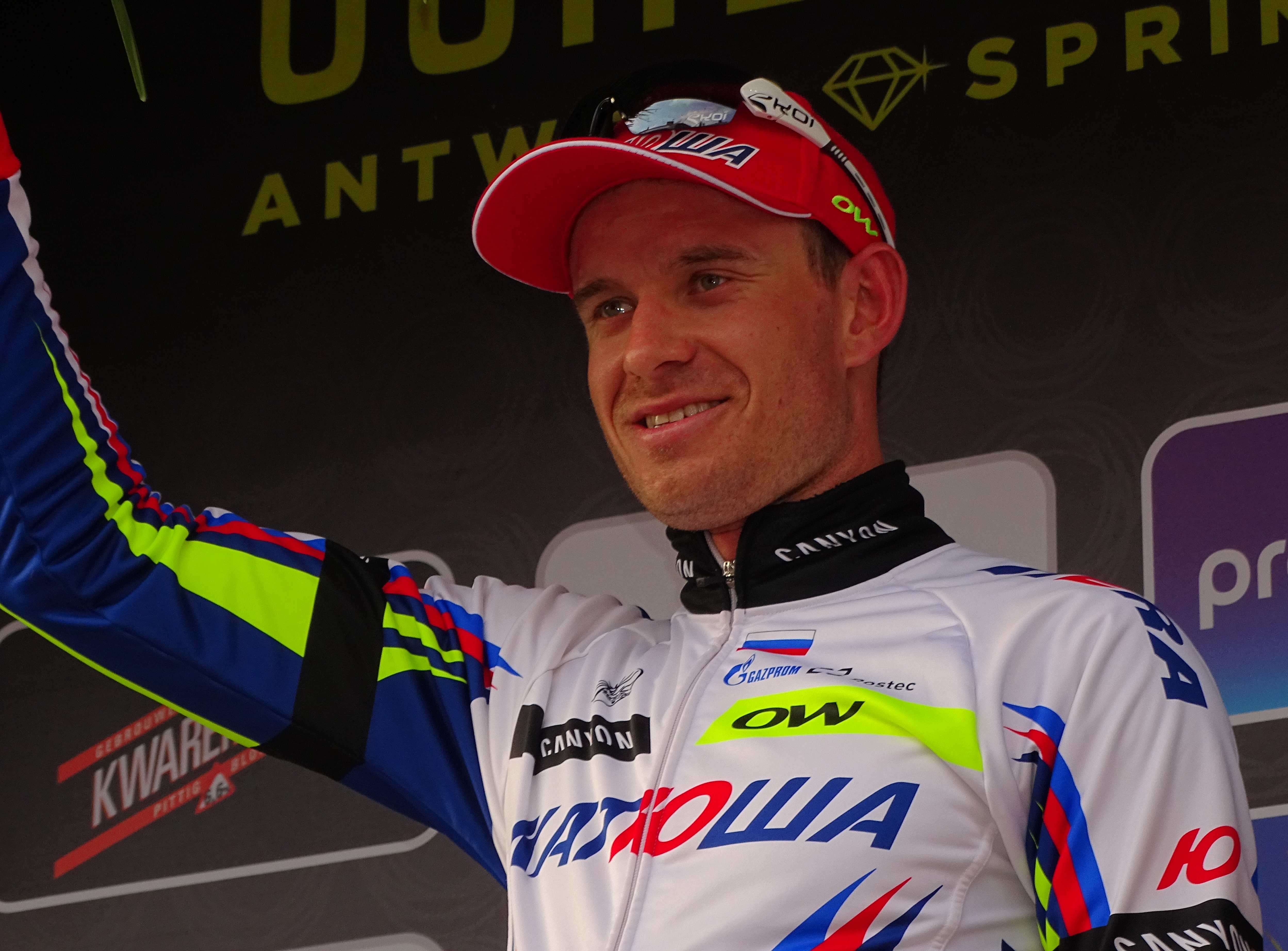
Alexander Kristoff, tenant du titre et favori pour cette édition de Milan-San Remo.

Malgré la présence de plusieurs côtes dans les derniers kilomètres du parcours, Milan-San Remo est souvent une course qui réussit aux sprinteurs. Vainqueur de l'édition 2014, le Norvégien Alexander Kristoff de l'équipe Katusha apparaît comme le principal favori de l'épreuve, d'autant plus qu'il totalise cinq victoires depuis le début de la saison. La longueur de la course et les conditions météorologiques froides sont également un atout en sa faveur. Bien qu'il souffre d'un virus dans les semaines qui précèdent la course, causant notamment son abandon sur Tirreno-Adriatico, Mark Cavendish, de l'équipe Etixx-Quick Step, est l'un des principaux rivaux du tenant du titre. Vainqueur de l'épreuve en 2009, il a notamment battu Alexander Kristoff lors de Kuurne-Bruxelles-Kuurne. D'autres sprinteurs sont annoncés comme de possibles vainqueurs, comme Michael Matthews (Orica-GreenEDGE), John Degenkolb (Giant-Alpecin), André Greipel (Lotto-Soudal), Peter Sagan (Tinkoff-Saxo), Juan José Lobato (Movistar), Giacomo Nizzolo (Trek Factory Racing), Ben Swift (Sky), Edvald Boasson Hagen (MTN-Qhubeka) ou encore Nacer Bouhanni (Cofidis),.
Le Suisse Fabian Cancellara (Trek Factory Racing) fait lui aussi figure de favori, dans le cas où un ou plusieurs coureurs profiteraient des difficultés présentes sur la fin du parcours pour attaquer. Vainqueur en 2008 et présent sur le podium des quatre dernières éditions, il est cité comme l'un des coureurs pouvant profiter d'une course plus sélective, à l'image des Belges Philippe Gilbert et Greg Van Avermaet, de l'équipe BMC Racing, de Tony Gallopin (Lotto-Soudal), de Ian Stannard (Sky), ou encore les deux membres de l'équipe Etixx-Quick Step, le Tchèque Zdeněk Štybar et le champion du monde polonais Michał Kwiatkowski,,.

## Récit de la course

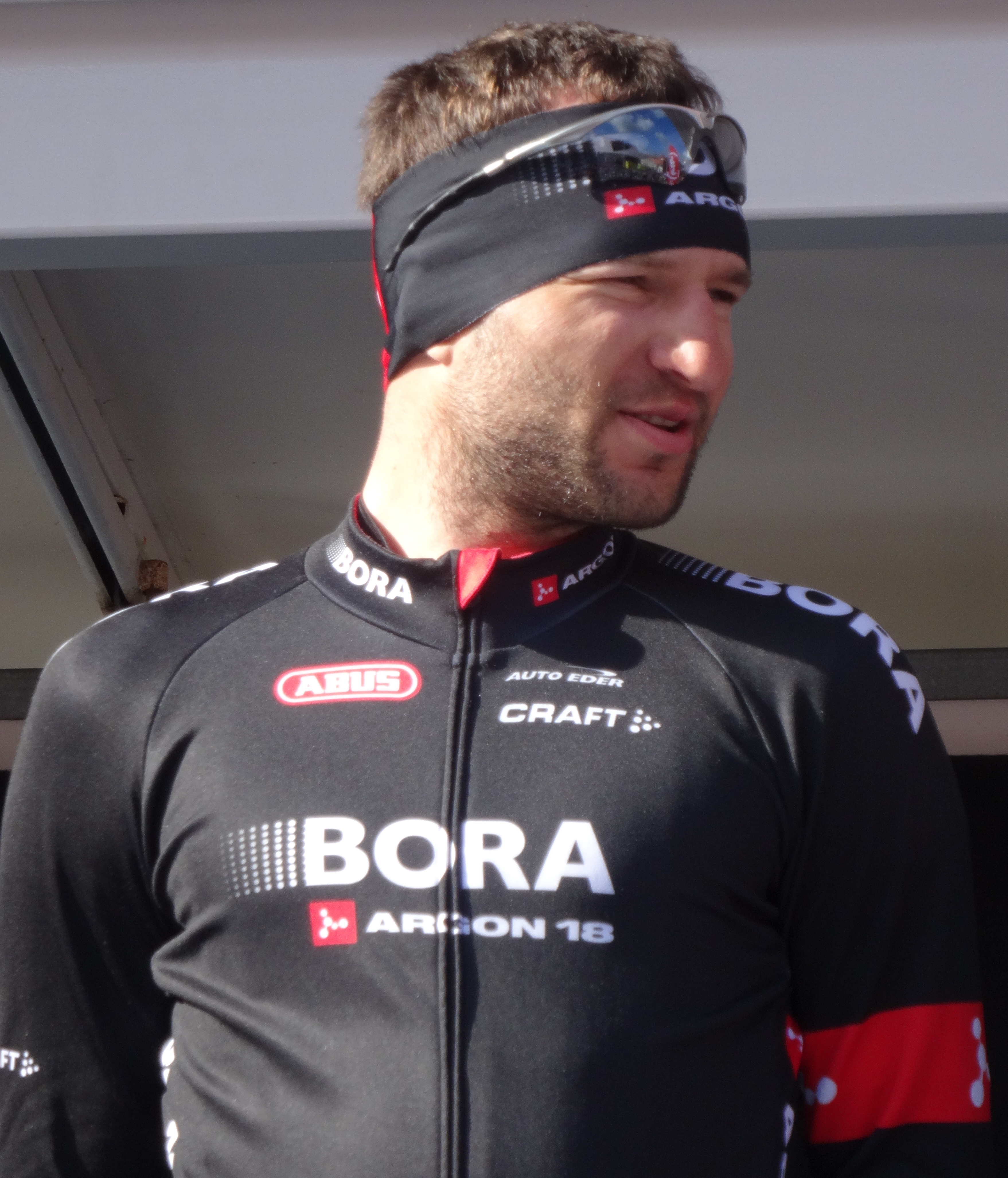
Jan Bárta est l'un des premiers attaquants de la journée.

La course débute à Milan dans des conditions froides et humides. Un groupe de quatre coureurs composé de Jan Bárta (Bora-Argon 18), Sebastián Molano (Colombia),  Andrea Peron (Novo Nordisk) et Maarten Tjallingii (Lotto NL-Jumbo) s'échappe dès les premiers kilomètres. Ils sont rapidement rejoints par Tiziano Dall'Antonia et Marco Frapporti, tous les deux membres de la formation Androni Giocattoli, Matteo Bono (Lampre-Merida), Serge Pauwels (MTN-Qhubeka), Adrian Kurek (CCC Sprandi Polkowice), Stefano Pirazzi (Bardiani CSF) et Julien Bérard (AG2R La Mondiale). Ce groupe de onze coureurs voit son avance sur le peloton se porter jusqu'à onze minutes. L'écart se réduit à sept minutes après 100 kilomètres de course, notamment sous l'action des équipes Katusha et Trek Factory Racing qui mènent la chasse. Alors que le groupe de tête franchit le Passo del Turchino, son avance n'est plus que de cinq minutes. Les conditions météorologiques s'améliorent et la route s'assèche alors que les coureurs atteignent le bord de mer,.
Le peloton se rapproche à trois minutes des échappés alors qu'il reste 50 kilomètres à parcourir. Dans le capo Berta, Stefano Pirazzi place une attaque. Le groupe de tête se disloque et seuls Matteo Bono, Julien Bérard et Serge Pauwels se montrent capables de suivre Pirazzi. L'équipe Sky accélère l'allure du peloton dans la descente. Luke Rowe, Geraint Thomas et Ben Swift, les trois coureurs de la formation britannique, se détachent à la suite de la chute de leur coéquipier Salvatore Puccio, qui entraîne avec lui Christopher Juul Jensen, le coureur de Tinkoff-Saxo, touché au visage,.
À 30 kilomètres de l'arrivée, Matteo Bono est seul en tête. Les trois coureurs de la formation Sky maintiennent leur avance sur le peloton grâce au travail de Luke Rowe tout en reprenant un à un les coureurs de l'échappée initiale. Plusieurs coureurs rejoignent le groupe Sky, dont Zdeněk Štybar (Etixx-Quick Step) et Greg Van Avermaet (BMC Racing), tandis que les coureurs d'Orica-GreenEDGE assure le rythme en tête du peloton. La jonction entre les différents groupes s'opère alors que la course atteint le pied de la Cipressa. Arnaud Démare, le sprinteur français de l'équipe FDJ, perd toute chance de victoire après une chute. Plusieurs attaques rythment la montée de la Cipressa, notamment sous l'action des coureurs de BMC Racing et de Sky. En queue de peloton, plusieurs sprinteurs montrent des signes de fatigue, à l'image de Mark Cavendish (Etixx-Quick Step), Alexander Kristoff (Katusha) et Nacer Bouhanni (Cofidis),. Mark Cavendish est d'ailleurs victime d'un saut de chaîne, ce qui l'oblige à fournir de nombreux efforts pour rester au contact du groupe. L'énergie qu'il dépense ainsi ne lui permet pas de défendre ses chances dans les derniers kilomètres de l'épreuve.

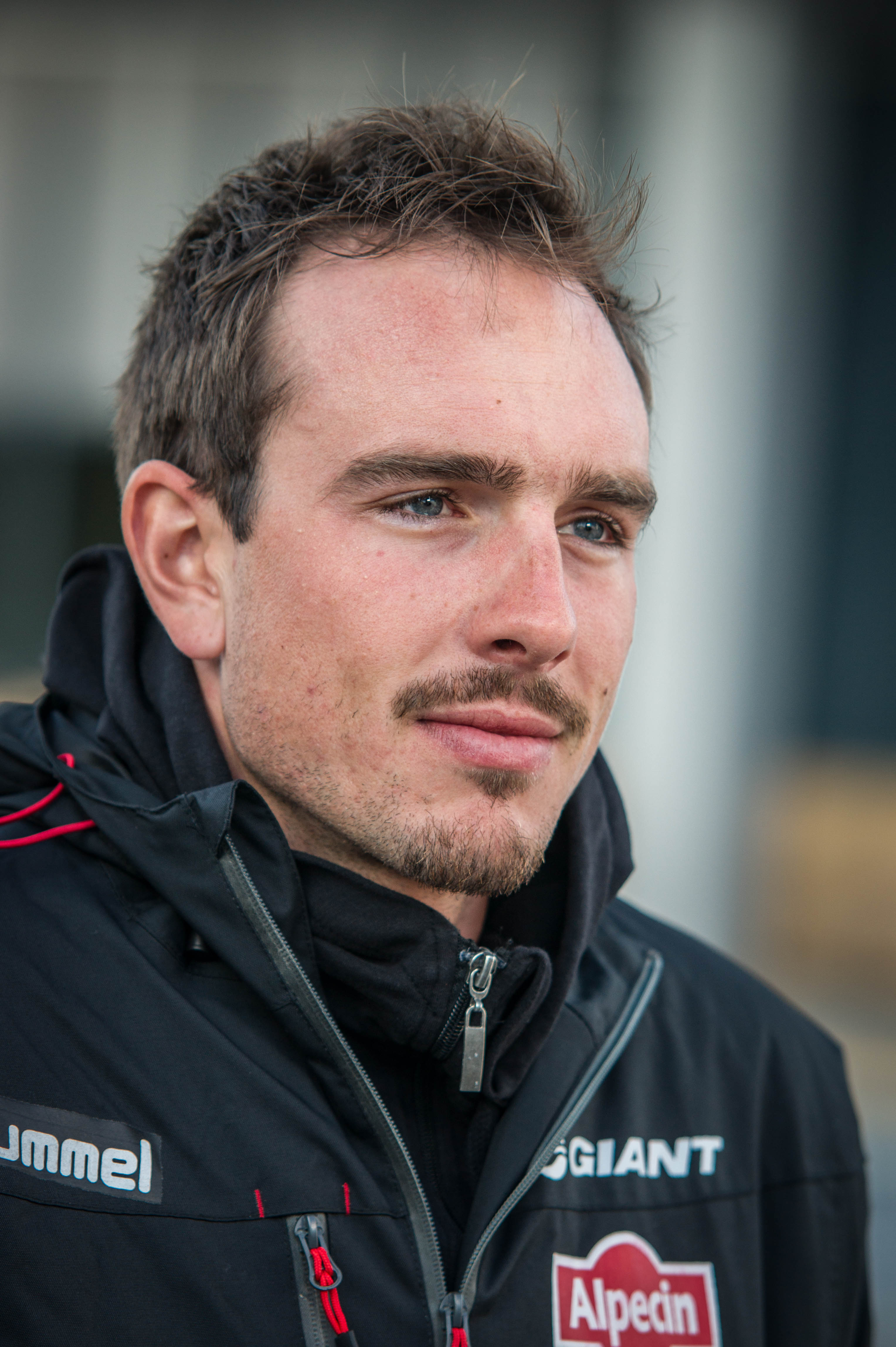
John Degenkolb, vainqueur de la course.

Au terme de la descente de la Cipressa, après une première brève attaque de Filippo Pozzato (Lampre-Merida), Daniel Oss (BMC Racing) et Geraint Thomas se portent en tête et comptent 20 secondes d'avance à 14 kilomètres de l'arrivée, au pied de la montée du Poggio di San Remo. Lors de cette montée, Thomas attaque et se trouve seul en tête pendant que le peloton est mené par Luca Paolini (Katusha), qui n'arrive pas à réduire l'écart avec le Britannique. S'ensuivent alors une accélération de Philippe Gilbert (BMC Racing) puis de son coéquipier Greg Van Avermaet. Van Avermaet est poursuivi par Peter Sagan (Tinkoff-Saxo), Julián Arredondo (Trek Factory Racing) et Michael Matthews (Orica-GreenEDGE). Au sommet du Poggio, Van Avermaet et Thomas sont en tête avec quelques secondes d'avance sur les poursuivants qui devancent eux-mêmes le peloton de quelques secondes.
Un peloton d'une trentaine de coureurs bascule dans la descente. Dans celle-ci, Philippe Gilbert tombe, entraînant dans sa chute Gerald Ciolek (MTN-Qhubeka), Michał Kwiatkowski (Etixx-Quick Step) et Zdeněk Štybar. Un regroupement général s'opère à 4,4 km de l'arrivée malgré une nouvelle attaque de Van Avermaet. La victoire se joue au sprint. Le tenant du titre Alexander Kristoff, entouré d'un seul coéquipier en la personne de Luca Paolini, place son effort trop tôt. Il est devancé dans les cinquante derniers mètres par l'Allemand John Degenkolb (Giant-Alpecin). Michael Matthews (Orica-GreenEDGE) prend la troisième place,. John Degenkolb, qui remporte sa première victoire dans une grande classique, est le quatrième allemand à s'imposer dans Milan-San Remo après Rudi Altig, Erik Zabel et Gerald Ciolek.

## Classements

### Classement final
| Classement final | Classement final     | Classement final | Classement final    | Classement final   |
|                  | Coureur              | Pays             | Équipe              | Temps              |
| ---------------- | -------------------- | ---------------- | ------------------- | ------------------ |
| 1er              | John Degenkolb       | Allemagne        | Giant-Alpecin       | en 6 h 46 min 16 s |
| 2e               | Alexander Kristoff   | Norvège          | Katusha             | m.t                |
| 3e               | Michael Matthews     | Australie        | Orica-GreenEDGE     | m.t                |
| 4e               | Peter Sagan          | Slovaquie        | Tinkoff-Saxo        | m.t                |
| 5e               | Niccolò Bonifazio    | Italie           | Lampre-Merida       | m.t                |
| 6e               | Nacer Bouhanni       | France           | Cofidis             | m.t                |
| 7e               | Fabian Cancellara    | Suisse           | Trek Factory Racing | m.t                |
| 8e               | Davide Cimolai       | Italie           | Lampre-Merida       | m.t                |
| 9e               | Tony Gallopin        | France           | Lotto-Soudal        | m.t                |
| 10e              | Edvald Boasson Hagen | Norvège          | MTN-Qhubeka         | m.t                |
| modifier         |                      |                  |                     |                    |

### UCI World Tour
Ce Milan-San Remo attribue des points pour l'UCI World Tour 2015, par équipes uniquement aux équipes ayant un label WorldTeam, individuellement uniquement aux coureurs des équipes ayant un label WorldTeam.
| Position,          | 1er | 2e | 3e | 4e | 5e | 6e | 7e | 8e | 9e | 10e |
| Classement général | 100 | 80 | 70 | 60 | 50 | 40 | 30 | 20 | 10 | 4   |

Grâce aux 100 points attribués au vainqueur de la course, John Degenkolb se hisse au 4e rang du classement de l'UCI World Tour. Il compte alors 102 points, soit 96 de retard sur le leader australien Richie Porte, vainqueur de Paris-Nice. La formation Sky conserve la tête du classement par équipes, tandis que l'Australie fait de même au classement par nations, grâce à la troisième place de Michael Matthews à l'issue de la course.

#### Classement individuel
Ci-dessous, le classement individuel de l'UCI World Tour à l'issue de la course.
| Rang | Coureur            | Équipe              | Points |
| ---- | ------------------ | ------------------- | ------ |
| 1    | Richie Porte       | Sky                 | 198    |
| 2    | Rohan Dennis       | BMC Racing          | 114    |
| 3    | Nairo Quintana     | Movistar            | 106    |
| 4    | John Degenkolb     | Giant-Alpecin       | 102    |
| 5    | Michał Kwiatkowski | Etixx-Quick Step    | 89     |
| 6    | Alexander Kristoff | Katusha             | 87     |
| 7    | Bauke Mollema      | Trek Factory Racing | 84     |
| 8    | Michael Matthews   | Orica-GreenEDGE     | 79     |
| 9    | Simon Špilak       | Katusha             | 78     |
| 10   | Cadel Evans        | BMC Racing          | 76     |

#### Classement par pays
Ci-dessous, le classement par pays de l'UCI World Tour à l'issue de la course.
| Rang | Pays      | Points |
| ---- | --------- | ------ |
| 1    | Australie | 473    |
| 2    | Colombie  | 191    |
| 3    | Pays-Bas  | 189    |
| 4    | Espagne   | 162    |
| 5    | Italie    | 154    |
| 6    | France    | 122    |
| 7    | Allemagne | 111    |
| 8    | Pologne   | 91     |
| 9    | Norvège   | 87     |
| 10   | Slovénie  | 78     |

#### Classement par équipes
Ci-dessous, le classement par équipes de l'UCI World Tour à l'issue de la course.
| Rang | Équipe              | Points |
| ---- | ------------------- | ------ |
| 1    | Sky                 | 290    |
| 2    | Movistar            | 206    |
| 3    | BMC Racing          | 199    |
| 4    | Katusha             | 171    |
| 5    | Etixx-Quick Step    | 170    |
| 6    | Lampre-Merida       | 167    |
| 7    | Giant-Alpecin       | 166    |
| 8    | Tinkoff-Saxo        | 132    |
| 9    | Orica-GreenEDGE     | 131    |
| 10   | Trek Factory Racing | 128    |

## Bilan et réactions

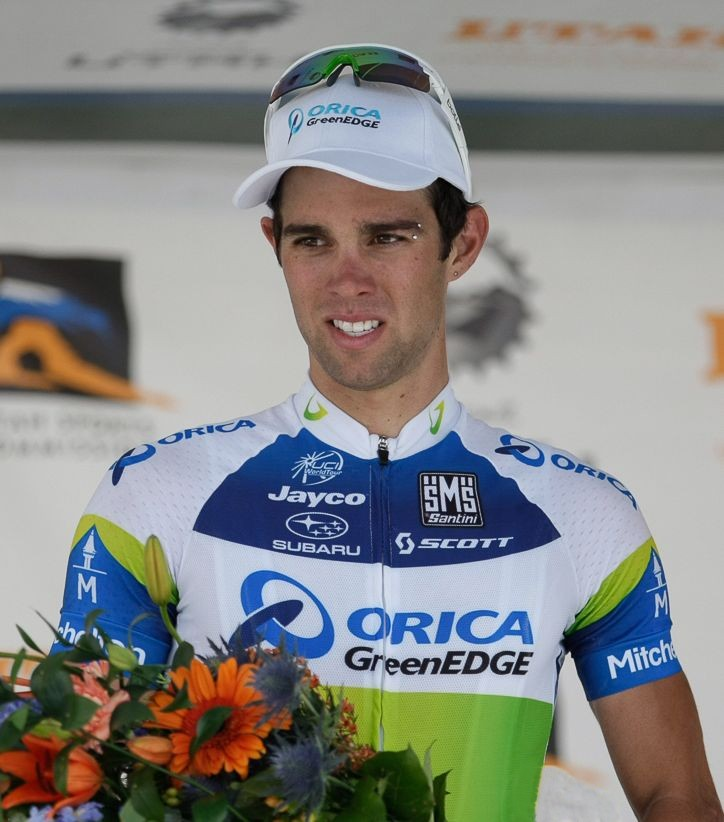
Troisième de l'épreuve pour sa première participation, Michael Matthews se montre néanmoins déçu de son résultat.

Cette édition de Milan-San Remo est marquée par une issue favorable aux sprinteurs comparativement aux coureurs souhaitant une course plus sélective. Les trois coureurs présents sur le podium, John Degenkolb, Alexander Kristoff et Michael Matthews ont en commun d'avoir eu la même préparation pour la Primavera, ayant tous les trois participé et terminé la semaine précédente Paris-Nice plutôt que Tirreno-Adriatico, autre course par étapes d'une semaine de niveau World Tour organisée par la même société que Milan-San Remo, RCS Sport. Sur les cinq dernières éditions de la Primavera, de 2011 à 2015, quatre de ses vainqueurs ont ainsi préparé leur course sur la « course au soleil » qui a l'avantage de commencer et de se terminer deux jours avant Tirreno-Adriatico. Le podium et notamment la présence de Degenkolb ou Matthews marque également l'avènement d'une génération de coureurs nés à la fin des années 1980 ou au début des années 1990 comparativement à des coureurs plus âgés symbolisés par Fabian Cancellara ou Tom Boonen.
Après la course, John Degenkolb savoure une victoire qui contraste avec sa déception de l'édition 2014 lors de laquelle une crevaison l'avait empêché de se battre pour la victoire : « J'avais connu l'an dernier la plus grande déception de ma carrière. Aujourd'hui, c'est la plus belle victoire. » Il attribue notamment sa victoire au fait qu'il n'ait pas été considéré comme l'un des principaux favoris de l'épreuve après ses performances moyennes sur Paris-Nice, et remercie le travail de ses coéquipiers, en particulier Bert De Backer et Tom Dumoulin. Bien qu'il possède déjà un solide palmarès dans les classiques ou les Grands tours, il remporte là son premier « monument ».
Alexander Kristoff, quant à lui, exprime sa déception malgré sa deuxième place, et son incapacité à conserver son titre. Il explique avoir ressenti de la fatigue dans le final de la course et déplore le fait d'avoir lancé son sprint trop tôt, en l'absence de ses coéquipiers. Bien qu'il obtienne la troisième place pour sa première participation à Milan-San Remo, Michael Matthews s'estime déçu de son résultat final après avoir eu de bonnes sensations dans la Cipressa et le Poggio. Peter Sagan regrette lui aussi sa quatrième place et reconnaît qu'il se trouvait trop loin de la tête du peloton dans les derniers virages, se trouvant ainsi obligé de fournir un effort supplémentaire pour dépasser les coureurs qui le précédaient, ce qui lui vaut d'avoir manqué d'énergie dans les derniers mètres.
Vainqueur en 2008, le Suisse Fabian Cancellara pense avoir commis une erreur dans le sprint, ne sachant quelle roue prendre, tout en regrettant de n'avoir pas attaqué plus tôt dans la course. Présent dans l'échappée, Julien Bérard reconnaît que celle-ci était une « cause perdue », mais se dit satisfait d'avoir passé la journée à l'avant.

## Liste des participants
- Liste de départ complète

| Légende | Légende                                                                    | Légende | Légende                                                    |
| ------- | -------------------------------------------------------------------------- | ------- | ---------------------------------------------------------- |
| Num     | Dossard de départ porté par le coureur sur ce Milan-San Remo               | Pos     | Position à l'arrivée de la course                          |
|         | Indique un maillot de champion national ou mondial, suivi de sa spécialité | NP      | Indique un coureur qui n'a pas pris le départ de la course |
| AB      | Indique un coureur qui n'a pas terminé la course                           | HD      | Indique un coureur qui a terminé la course hors des délais |

| Katusha KAT                      | Katusha KAT              | Katusha KAT |
| -------------------------------- | ------------------------ | ----------- |
| Num                              | Coureur                  | Pos         |
| 1                                | Alexander Kristoff (NOR) | 2e          |
| 2                                | Jacopo Guarnieri (ITA)   | 92e         |
| 3                                | Marco Haller (AUT)       | 60e         |
| 4                                | Alexandr Kolobnev (RUS)  | 73e         |
| 5                                | Dmitry Kozontchuk (RUS)  | 94e         |
| 6                                | Sergueï Lagoutine (RUS)  | 65e         |
| 7                                | Luca Paolini (ITA)       | 30e         |
| 8                                | Gatis Smukulis (LAT)     | AB          |
| Directeur sportif : José Azevedo |                          |             |

| AG2R La Mondiale ALM                 | AG2R La Mondiale ALM    | AG2R La Mondiale ALM |
| ------------------------------------ | ----------------------- | -------------------- |
| Num                                  | Coureur                 | Pos                  |
| 11                                   | Rinaldo Nocentini (ITA) | 27e                  |
| 12                                   | Jan Bakelants (BEL)     | 44e                  |
| 13                                   | Julien Bérard (FRA)     | 135e                 |
| 14                                   | Samuel Dumoulin (FRA)   | 111e                 |
| 15                                   | Patrick Gretsch (GER)   | AB                   |
| 16                                   | Matteo Montaguti (ITA)  | 48e                  |
| 17                                   | Christophe Riblon (FRA) | AB                   |
| 18                                   | Johan Vansummeren (BEL) | 156e                 |
| Directeur sportif : Artūras Kasputis |                         |                      |

| Androni Giocattoli AND              | Androni Giocattoli AND     | Androni Giocattoli AND |
| ----------------------------------- | -------------------------- | ---------------------- |
| Num                                 | Coureur                    | Pos                    |
| 21                                  | Franco Pellizotti (ITA)    | 53e                    |
| 22                                  | Marco Bandiera (ITA)       | 83e                    |
| 23                                  | Tiziano Dall'Antonia (ITA) | AB                     |
| 24                                  | Marco Frapporti (ITA)      | AB                     |
| 25                                  | Oscar Gatto (ITA)          | 43e                    |
| 26                                  | Simone Stortoni (ITA)      | 117e                   |
| 27                                  | Serghei Țvetcov (ROU)      | 126e                   |
| 28                                  | Fabio Taborre (ITA)        | AB                     |
| Directeur sportif : Giovanni Ellena |                            |                        |

| Astana AST                              | Astana AST                    | Astana AST |
| --------------------------------------- | ----------------------------- | ---------- |
| Num                                     | Coureur                       | Pos        |
| 31                                      | Vincenzo Nibali (ITA) (Route) | 45e        |
| 32                                      | Lars Boom (NED)               | 51e        |
| 33                                      | Borut Božič (SLO)             | 58e        |
| 34                                      | Andriy Grivko (UKR)           | 77e        |
| 35                                      | Andrea Guardini (ITA)         | 139e       |
| 36                                      | Alexey Lutsenko (KAZ)         | 57e        |
| 37                                      | Michele Scarponi (ITA)        | 21e        |
| 38                                      | Ruslan Tleubayev (KAZ)        | 140e       |
| Directeur sportif : Giuseppe Martinelli |                               |            |

| Bardiani CSF BAR                      | Bardiani CSF BAR       | Bardiani CSF BAR |
| ------------------------------------- | ---------------------- | ---------------- |
| Num                                   | Coureur                | Pos              |
| 41                                    | Enrico Battaglin (ITA) | 96e              |
| 42                                    | Enrico Barbin (ITA)    | AB               |
| 43                                    | Nicola Boem (ITA)      | AB               |
| 44                                    | Luca Chirico (ITA)     | 103e             |
| 45                                    | Sonny Colbrelli (ITA)  | 18e              |
| 46                                    | Stefano Pirazzi (ITA)  | AB               |
| 47                                    | Paolo Simion (ITA)     | 141e             |
| 48                                    | Edoardo Zardini (ITA)  | 119e             |
| Directeur sportif : Roberto Reverberi |                        |                  |

| BMC Racing BMC                   | BMC Racing BMC             | BMC Racing BMC |
| -------------------------------- | -------------------------- | -------------- |
| Num                              | Coureur                    | Pos            |
| 51                               | Philippe Gilbert (BEL)     | 55e            |
| 52                               | Alessandro De Marchi (ITA) | 66e            |
| 53                               | Silvan Dillier (SUI)       | 38e            |
| 54                               | Daniel Oss (ITA)           | 50e            |
| 55                               | Manuel Quinziato (ITA)     | 42e            |
| 56                               | Michael Schär (SUI)        | AB             |
| 57                               | Greg Van Avermaet (BEL)    | 19e            |
| 58                               | Danilo Wyss (SUI)          | 74e            |
| Directeur sportif : Valerio Piva |                            |                |

| Bora-Argon 18 BOA                    | Bora-Argon 18 BOA       | Bora-Argon 18 BOA |
| ------------------------------------ | ----------------------- | ----------------- |
| Num                                  | Coureur                 | Pos               |
| 61                                   | Jan Bárta (CZE)         | 121e              |
| 62                                   | Cesare Benedetti (ITA)  | 124e              |
| 63                                   | Sam Bennett (IRL)       | 78e               |
| 64                                   | Zakkari Dempster (AUS)  | 106e              |
| 65                                   | Bartosz Huzarski (POL)  | 98e               |
| 66                                   | Cristiano Salerno (ITA) | 89e               |
| 67                                   | Björn Thurau (GER)      | 109e              |
| 68                                   | Paul Voss (GER)         | AB                |
| Directeur sportif : Enrico Poitschke |                         |                   |

| CCC Sprandi Polkowice CCC              | CCC Sprandi Polkowice CCC         | CCC Sprandi Polkowice CCC |
| -------------------------------------- | --------------------------------- | ------------------------- |
| Num                                    | Coureur                           | Pos                       |
| 71                                     | Grega Bole (SLO)                  | 16e                       |
| 72                                     | Christian Delle Stelle (ITA)      | 142e                      |
| 73                                     | Tomasz Kiendyś (POL)              | 153e                      |
| 74                                     | Adrian Kurek (POL)                | 134e                      |
| 75                                     | Jarosław Marycz (POL)             | 150e                      |
| 76                                     | Bartłomiej Matysiak (POL) (Route) | 88e                       |
| 77                                     | Maciej Paterski (POL)             | 22e                       |
| 78                                     | Branislau Samoilau (BLR)          | 87e                       |
| Directeur sportif : Gabriele Missaglia |                                   |                           |

| Cofidis COF                       | Cofidis COF              | Cofidis COF |
| --------------------------------- | ------------------------ | ----------- |
| Num                               | Coureur                  | Pos         |
| 81                                | Nacer Bouhanni (FRA)     | 6e          |
| 82                                | Gert Jõeäär (EST)        | AB          |
| 83                                | Christophe Laporte (FRA) | 129e        |
| 84                                | Cyril Lemoine (FRA)      | 54e         |
| 85                                | Adrien Petit (FRA)       | AB          |
| 86                                | Dominique Rollin (CAN)   | AB          |
| 87                                | Florian Sénéchal (FRA)   | 75e         |
| 88                                | Louis Verhelst (BEL)     | AB          |
| Directeur sportif : Stéphane Augé |                          |             |

| Colombia COL                        | Colombia COL               | Colombia COL |
| ----------------------------------- | -------------------------- | ------------ |
| Num                                 | Coureur                    | Pos          |
| 91                                  | Edwin Ávila (COL)          | 154e         |
| 92                                  | Fabio Duarte (COL)         | AB           |
| 93                                  | Sebastián Molano (COL)     | AB           |
| 94                                  | Carlos Quintero (COL)      | 107e         |
| 95                                  | Brayan Ramírez (COL)       | 118e         |
| 96                                  | Carlos Ramírez (COL)       | AB           |
| 97                                  | Miguel Ángel Rubiano (COL) | 155e         |
| 98                                  | Juan Pablo Valencia (COL)  | 102e         |
| Directeur sportif : Valerio Tebaldi |                            |              |

| Etixx-Quick Step EQS               | Etixx-Quick Step EQS             | Etixx-Quick Step EQS |
| ---------------------------------- | -------------------------------- | -------------------- |
| Num                                | Coureur                          | Pos                  |
| 101                                | Michał Kwiatkowski (POL) (Route) | 67e                  |
| 102                                | Mark Cavendish (GBR)             | 46e                  |
| 103                                | Michał Gołaś (POL)               | 86e                  |
| 104                                | Mark Renshaw (AUS)               | 120e                 |
| 105                                | Fabio Sabatini (ITA)             | 122e                 |
| 106                                | Zdeněk Štybar (CZE) (Route)      | 56e                  |
| 107                                | Stijn Vandenbergh (BEL)          | 138e                 |
| 108                                | Julien Vermote (BEL)             | 68e                  |
| Directeur sportif : Davide Bramati |                                  |                      |

| FDJ                                  | FDJ                         | FDJ  |
| ------------------------------------ | --------------------------- | ---- |
| Num                                  | Coureur                     | Pos  |
| 111                                  | Arnaud Démare (FRA) (Route) | 127e |
| 112                                  | William Bonnet (FRA)        | 136e |
| 113                                  | Sébastien Chavanel (FRA)    | 160e |
| 114                                  | Matthieu Ladagnous (FRA)    | 32e  |
| 115                                  | Johan Le Bon (FRA)          | 145e |
| 116                                  | Yoann Offredo (FRA)         | 34e  |
| 117                                  | Laurent Pichon (FRA)        | 33e  |
| 118                                  | Benoît Vaugrenard (FRA)     | 128e |
| Directeur sportif : Frédéric Guesdon |                             |      |

| IAM                                 | IAM                             | IAM  |
| ----------------------------------- | ------------------------------- | ---- |
| Num                                 | Coureur                         | Pos  |
| 121                                 | Sylvain Chavanel (FRA)          | 23e  |
| 122                                 | Heinrich Haussler (AUS) (Route) | 80e  |
| 123                                 | Roger Kluge (GER)               | AB   |
| 124                                 | Jérôme Pineau (FRA)             | 76e  |
| 125                                 | Vicente Reynés (ESP)            | 115e |
| 126                                 | Aleksejs Saramotins (LAT)       | 101e |
| 127                                 | David Tanner (AUS)              | AB   |
| 128                                 | Jonas Van Genechten (BEL)       | 132e |
| Directeur sportif : Kjell Carlström |                                 |      |

| Lampre-Merida LAM                | Lampre-Merida LAM         | Lampre-Merida LAM |
| -------------------------------- | ------------------------- | ----------------- |
| Num                              | Coureur                   | Pos               |
| 131                              | Filippo Pozzato (ITA)     | 41e               |
| 132                              | Niccolò Bonifazio (ITA)   | 5e                |
| 133                              | Matteo Bono (ITA)         | 112e              |
| 134                              | Davide Cimolai (ITA)      | 8e                |
| 135                              | Rui Costa (POR)           | AB                |
| 136                              | Manuele Mori (ITA)        | 82e               |
| 137                              | Maximiliano Richeze (ARG) | 93e               |
| 138                              | José Serpa (COL)          | 52e               |
| Directeur sportif : Mario Scirea |                           |                   |

| Lotto-Soudal LTS                  | Lotto-Soudal LTS            | Lotto-Soudal LTS |
| --------------------------------- | --------------------------- | ---------------- |
| Num                               | Coureur                     | Pos              |
| 141                               | André Greipel (GER) (Route) | 47e              |
| 142                               | Kris Boeckmans (BEL)        | AB               |
| 143                               | Tony Gallopin (FRA)         | 9e               |
| 144                               | Adam Hansen (AUS)           | 63e              |
| 145                               | Jürgen Roelandts (BEL)      | 11e              |
| 146                               | Marcel Sieberg (GER)        | 116e             |
| 147                               | Jelle Vanendert (BEL)       | 49e              |
| 148                               | Tim Wellens (BEL)           | 15e              |
| Directeur sportif : Herman Frison |                             |                  |

| Movistar MOV                            | Movistar MOV               | Movistar MOV |
| --------------------------------------- | -------------------------- | ------------ |
| Num                                     | Coureur                    | Pos          |
| 151                                     | Alejandro Valverde (ESP)   | 20e          |
| 152                                     | Alex Dowsett (GBR)         | 158e         |
| 153                                     | Ion Izagirre (ESP) (Route) | 24e          |
| 154                                     | Juan José Lobato (ESP)     | 85e          |
| 155                                     | Adriano Malori (ITA)       | 90e          |
| 156                                     | José Joaquín Rojas (ESP)   | 81e          |
| 157                                     | Jasha Sütterlin (GER)      | 133e         |
| 158                                     | Giovanni Visconti (ITA)    | 72e          |
| Directeur sportif : José Luis Jaimerena |                            |              |

| MTN-Qhubeka MTN                | MTN-Qhubeka MTN                   | MTN-Qhubeka MTN |
| ------------------------------ | --------------------------------- | --------------- |
| Num                            | Coureur                           | Pos             |
| 161                            | Gerald Ciolek (GER)               | 59e             |
| 162                            | Edvald Boasson Hagen (NOR)        | 10e             |
| 163                            | Steve Cummings (GBR)              | 157e            |
| 164                            | Matthew Goss (AUS)                | 79e             |
| 165                            | Reinardt Janse van Rensburg (RSA) | 36e             |
| 166                            | Serge Pauwels (BEL)               | AB              |
| 167                            | Kristian Sbaragli (ITA)           | 71e             |
| 168                            | Jacobus Venter (RSA)              | 100e            |
| Directeur sportif : Jens Zemke |                                   |                 |

| Orica-GreenEDGE OGE               | Orica-GreenEDGE OGE    | Orica-GreenEDGE OGE |
| --------------------------------- | ---------------------- | ------------------- |
| Num                               | Coureur                | Pos                 |
| 171                               | Michael Matthews (AUS) | 3e                  |
| 172                               | Simon Clarke (AUS)     | 97e                 |
| 173                               | Luke Durbridge (AUS)   | AB                  |
| 174                               | Mathew Hayman (AUS)    | 62e                 |
| 175                               | Michael Hepburn (AUS)  | AB                  |
| 176                               | Daryl Impey (RSA)      | 35e                 |
| 177                               | Jens Mouris (NED)      | AB                  |
| 178                               | Simon Yates (GBR)      | 37e                 |
| Directeur sportif : Matthew White |                        |                     |

| Cannondale-Garmin TCG              | Cannondale-Garmin TCG             | Cannondale-Garmin TCG |
| ---------------------------------- | --------------------------------- | --------------------- |
| Num                                | Coureur                           | Pos                   |
| 181                                | Ramūnas Navardauskas (LTU)        | 40e                   |
| 182                                | Jack Bauer (NZL)                  | 108e                  |
| 183                                | Nathan Haas (AUS)                 | 28e                   |
| 184                                | Lasse Norman Hansen (DEN)         | 95e                   |
| 185                                | Benjamin King (USA)               | AB                    |
| 186                                | Sebastian Langeveld (NED) (Route) | 14e                   |
| 187                                | Moreno Moser (ITA)                | 137e                  |
| 188                                | Davide Villella (ITA)             | AB                    |
| Directeur sportif : Fabrizio Guidi |                                   |                       |

| Giant-Alpecin TGA             | Giant-Alpecin TGA    | Giant-Alpecin TGA |
| ----------------------------- | -------------------- | ----------------- |
| Num                           | Coureur              | Pos               |
| 191                           | John Degenkolb (GER) | 1er               |
| 192                           | Bert De Backer (BEL) | 149e              |
| 193                           | Roy Curvers (NED)    | 104e              |
| 194                           | Koen de Kort (NED)   | 69e               |
| 195                           | Tom Dumoulin (NED)   | 25e               |
| 196                           | Chad Haga (USA)      | 152e              |
| 197                           | Albert Timmer (NED)  | 151e              |
| 198                           | Zico Waeytens (BEL)  | 70e               |
| Directeur sportif : Marc Reef |                      |                   |

| Lotto NL-Jumbo TLJ              | Lotto NL-Jumbo TLJ       | Lotto NL-Jumbo TLJ |
| ------------------------------- | ------------------------ | ------------------ |
| Num                             | Coureur                  | Pos                |
| 201                             | Maarten Tjallingii (NED) | 114e               |
| 202                             | Rick Flens (NED)         | 147e               |
| 203                             | Moreno Hofland (NED)     | 110e               |
| 204                             | Tom Leezer (NED)         | 113e               |
| 205                             | Bert-Jan Lindeman (NED)  | 91e                |
| 206                             | Paul Martens (GER)       | 17e                |
| 207                             | Bram Tankink (NED)       | 39e                |
| 208                             | Robert Wagner (GER)      | 144e               |
| Directeur sportif : Erik Dekker |                          |                    |

| Novo Nordisk TNN                      | Novo Nordisk TNN           | Novo Nordisk TNN |
| ------------------------------------- | -------------------------- | ---------------- |
| Num                                   | Coureur                    | Pos              |
| 211                                   | Kevin De Mesmaeker (BEL)   | 159e             |
| 212                                   | Joonas Henttala (FIN)      | 146e             |
| 213                                   | David Lozano (ESP)         | AB               |
| 214                                   | Javier Mejías (ESP)        | 99e              |
| 215                                   | Andrea Peron (ITA)         | AB               |
| 216                                   | Charles Planet (FRA)       | 143e             |
| 217                                   | Martijn Verschoor (NED)    | NP               |
| 218                                   | Christopher Williams (AUS) | AB               |
| Directeur sportif : Massimo Podenzana |                            |                  |

| Sky SKY                         | Sky SKY                    | Sky SKY |
| ------------------------------- | -------------------------- | ------- |
| Num                             | Coureur                    | Pos     |
| 221                             | Ben Swift (GBR)            | 13e     |
| 222                             | Bernhard Eisel (AUT)       | AB      |
| 223                             | Andrew Fenn (GBR)          | AB      |
| 224                             | Lars Petter Nordhaug (NOR) | 105e    |
| 225                             | Salvatore Puccio (ITA)     | AB      |
| 226                             | Luke Rowe (GBR)            | 130e    |
| 227                             | Ian Stannard (GBR)         | AB      |
| 228                             | Geraint Thomas (GBR)       | 31e     |
| Directeur sportif : Dario Cioni |                            |         |

| Tinkoff-Saxo TCS                     | Tinkoff-Saxo TCS              | Tinkoff-Saxo TCS |
| ------------------------------------ | ----------------------------- | ---------------- |
| Num                                  | Coureur                       | Pos              |
| 231                                  | Peter Sagan (SVK) (Route)     | 4e               |
| 232                                  | Daniele Bennati (ITA)         | AB               |
| 233                                  | Manuele Boaro (ITA)           | 123e             |
| 234                                  | Maciej Bodnar (POL)           | 125e             |
| 235                                  | Matti Breschel (DEN)          | 12e              |
| 236                                  | Christopher Juul Jensen (DEN) | AB               |
| 237                                  | Roman Kreuziger (CZE)         | 29e              |
| 238                                  | Matteo Tosatto (ITA)          | 148e             |
| Directeur sportif : Bruno Cenghialta |                               |                  |

| Trek Factory Racing TFR           | Trek Factory Racing TFR | Trek Factory Racing TFR |
| --------------------------------- | ----------------------- | ----------------------- |
| Num                               | Coureur                 | Pos                     |
| 241                               | Fabian Cancellara (SUI) | 7e                      |
| 242                               | Eugenio Alafaci (ITA)   | AB                      |
| 243                               | Julián Arredondo (COL)  | 64e                     |
| 244                               | Fabio Felline (ITA)     | 26e                     |
| 245                               | Giacomo Nizzolo (ITA)   | 84e                     |
| 246                               | Yaroslav Popovych (UKR) | AB                      |
| 247                               | Grégory Rast (SUI)      | 61e                     |
| 248                               | Hayden Roulston (NZL)   | 131e                    |
| Directeur sportif : Adriano Baffi |                         |                         |

### Roadbook
1. ↑  Roadbook 2015, p. 28-29
2. 1 2 3  Roadbook 2015, p. 23
3. 1 2  Roadbook 2015, p. 24
4. ↑  Roadbook 2015, p. 26
5. ↑  Roadbook 2015, p. 13
6. 1 2 3 4 5  Roadbook 2015, p. 40-41
7. ↑  Roadbook 2015, p. 9

### Autres références
1. 1 2 3 4 5 6 7 8  (en) Stephen Farrand, « Milan-San Remo preview », sur cyclingnews.com, 21 mars 2015 (consulté le 7 juin 2015).
2. ↑  (en) Hedwig Kröner aidé de Susan Westemeyer, « 'Maniac' enters Milano-Sanremo », sur cyclingnews.com, 6 mars 2008 (consulté le 14 juin 2015).
3. ↑  (en) Gregor Brown, « Milan-San Remo 2015 route confirmed », sur cyclingweekly.co.uk, 15 octobre 2014 (consulté le 14 juin 2015).
4. ↑  « Ora è ufficiale: la 'Milano-Sanremo 2015' arriverà in via Roma. Traguardo del 'Giro' invece su lungomare Calvino », sur sanremonews.it, 26 novembre 2014.
5. 1 2  (en) Stephen Farrand, « Milan-San Remo to remain a race for the sprinters says Vegni », sur cyclingnews.com, 23 mars 2015 (consulté le 14 juin 2015).
6. ↑  (en) « 106th Milano-Sanremo (1.UWT) - Details », sur procyclingstats.com (consulté le 14 juin 2015).
7. ↑  (en) Richard Windsor, « Michal Kwiatkowski thanks his helmet after Poggio crash », sur cyclingweekly.co.uk, 22 mars 2015 (consulté le 14 juin 2015).
8. ↑  « 2015 : Les wild-cards délivrées par RCS »(Archive.org • Wikiwix • Archive.is • Google • Que faire ?), sur velo-club.net, 19 janvier 2015.
9. ↑  [PDF] « Règlement UCI du sport cycliste - Titre Ier, organisation générale du sport cycliste - Chapitre II, épreuves - Article 1.2.069, prix »(Archive.org • Wikiwix • Archive.is • Google • Que faire ?), sur fr.uci.ch, UCI, version au 1er novembre 2014 (consulté le 9 décembre 2014)
10. ↑  [PDF] « Règlement UCI du sport cycliste - Titre II, épreuves sur route - Chapitre VI, épreuves par étapes - Article 2.6.022, prix »(Archive.org • Wikiwix • Archive.is • Google • Que faire ?), sur fr.uci.ch, UCI, version au 24 septembre 2014 (consulté le 9 décembre 2014)
11. 1 2  « Cyclisme - Milan Sanremo : Au bout de la plus longue des classiques », sur lavoixdunord.fr, La Voix du Nord, 21 mars 2015 (consulté le 7 juin 2015).
12. 1 2 3  Baptiste Bouthier, « Les favoris de la rédac », sur velochrono.fr, 21 mars 2015 (consulté le 7 juin 2015).
13. 1 2  (en) Stephen Puddicombe, « Milan-San Remo 2015: Who will win? », sur cyclingweekly.co.uk, 19 mars 2015 (consulté le 7 juin 2015).
14. ↑  Antonin Auvinet, « Cavendish tout juste remis d'un virus », sur cyclismactu.fr, 12 mars 2015 (consulté le 7 juin 2015).
15. ↑  Benoit Laurenti, « Les sprinters favoris à la victoire ? », sur cyclismactu.fr, 22 mars 2015 (consulté le 7 juin 2015).
16. 1 2 3 4  Valentin Glo, « John Degenkolb s'impose au sprint », sur cyclismactu.fr, 22 mars 2015 (consulté le 7 juin 2015).
17. 1 2 3 4  (en) Shane Stokes, « Degenkolb blasts to biggest career success in Milan-San Remo »(Archive.org • Wikiwix • Archive.is • Google • Que faire ?), sur cyclingtips.com, 23 mars 2015 (consulté le 7 juin 2015).
18. 1 2  (en) « John Degenkolb wins 2015 Milano-Sanremo », sur velonews.com, 22 mars 2015 (consulté le 7 juin 2015).
19. ↑  (en) Gregor Brown, « Mechanical scuppers Mark Cavendish’s Milan-San Remo chances », sur cyclingweekly.co.uk, 23 mars 2015 (consulté le 7 juin 2015).
20. 1 2 3  « ORDINE D’ARRIVO / ORDRE D’ARRIVÉE / ORDER OF ARRIVAL », sur gazzetta.it.
21. ↑  M. Weynants, « John Degenkolb s'adjuge la Primavera », sur rtbf.be, RTBF, 22 mars 2015 (consulté le 6 juin 2015).
22. ↑  « Règlement UCI du sport cycliste - Titre II, épreuves sur route - Chapitre X, classement UCI - Article 2.10.017, Barème des points Femmes élites - version au 24 janvier 2015 »(Archive.org • Wikiwix • Archive.is • Google • Que faire ?) [PDF], sur uci.ch (consulté le 25 mars 2018).
23. ↑  « Règlement UCI du sport cycliste - Titre II, épreuves sur route - Chapitre X, classement UCI - Article 2.10.017, Barème des points Femmes élites - version au 1er novembre 2015 »(Archive.org • Wikiwix • Archive.is • Google • Que faire ?) [PDF], sur uci.ch (consulté le 25 mars 2018).
24. ↑  « Degenkolb 4e du classement de l'UCI WorldTour après sa victoire », sur rtbf.be, RTBF, 22 mars 2015 (consulté le 7 juin 2015).
25. ↑  (en) « UCI WorldTour Ranking - 2015 - Individual »(Archive.org • Wikiwix • Archive.is • Google • Que faire ?), sur uci.com, Union cycliste internationale (consulté le 7 juin 2015).
26. ↑  (en) « UCI WorldTour Ranking - 2015 - Nation »(Archive.org • Wikiwix • Archive.is • Google • Que faire ?), sur uci.com, Union cycliste internationale (consulté le 7 juin 2015).
27. ↑  (en) « UCI WorldTour Ranking - 2015 - Team »(Archive.org • Wikiwix • Archive.is • Google • Que faire ?), sur uci.com, Union cycliste internationale (consulté le 7 juin 2015).
28. 1 2  Jean-Baptiste Duluc, « Milan-Sanremo : Degenkolb s'offre son premier monument... au sprint évidemment », sur eurosport.fr, Eurosport, 22 mars 2015 (consulté le 7 juin 2015).
29. ↑  « Milan-Sanremo : La classique délivre ses leçons », sur rtbf.be, RTBF, 23 mars 2015 (consulté le 14 juin 2015).
30. ↑  « Cyclisme : Degenkolb s'adjuge Milan-San Remo », sur lemonde.fr, Le Monde, 22 mars 2015 (consulté le 7 juin 2015).
31. ↑  (en) Stephen Farrand, « Degenkolb sheds tears of joy after Milan-San Remo win », sur cyclingnews.com, 22 mars 2015 (consulté le 7 juin 2015).
32. ↑  « Kristoff: «J'étais tout seul» », sur lequipe.fr, L'Équipe, 22 mars 2015 (consulté le 7 juin 2015).
33. ↑  Julie Dremière, « Michael Matthews, 3e, un peu déçu », sur cyclismactu.fr, 23 mars 2015 (consulté le 7 juin 2015).
34. ↑  (en) Sadhbh O'Shea, « Sagan confident of form despite missing out in San Remo », sur cyclingnews.com, 26 mars 2015 (consulté le 7 juin 2015).
35. ↑  « Fabian Cancellara : «Je n'ai pas su choisir» », sur lequipe.fr, L'Équipe, 22 mars 2015 (consulté le 7 juin 2015).
36. ↑  « Bérard : «L'échappée était une cause perdue» », sur lequipe.fr, L'Équipe, 22 mars 2015 (consulté le 7 juin 2015).